# 349 Dembowska
349 Dembowska (mednarodno ime je tudi 349 Dembowska) je asteroid tipa R, ki se nahaja v glavnem asteroidnem pasu. 

## Odkritje
Odkril ga je Auguste Honoré Charlois 9. decembra 1892 . Asteroid je poimenovan po italijanskem astronomu poljskega izvora baronu Ercolu Dembowskem  - (Hercules Dembowski 1812–1881). 

## Lastnosti
Asteroid se nahaja tik pred znamenito resonanco 7 : 3 z Jupitrom. S premerom okoli 140 km je eden izmed največjih asteroidov v glavnem asteroidnem pasu.
Okoli svoje osi se zavrti v 4,7012 urah. Spada v skupino redkih asteroidov tipa R, vsebuje olivin in piroksen ter skoraj nič kovine. Kaže, da je doživel delno taljenje oziroma razslojevanje.
Asteroid Dembowska ima nenavadno velik albedo. Med asteroidi, ki so večji od 75 km, ima samo 4 Vesta večji albedo.